# Fédération nigérienne de football
La Fédération nigérienne de football (FENIFOOT) est une association regroupant les clubs de football du Niger et organisant les compétitions nationales et les matchs internationaux de la sélection du Niger.

## Histoire
La fédération nationale du Niger est fondée en 1967. Elle est affiliée à la FIFA depuis 1967 et est membre de la CAF depuis 1967.
Le colonel de l'armée nigérienne Djibrilla Hima Hamidou préside la fédération nigérienne de football depuis 2009.

## Équipe nationale
- Équipe du Niger de football
- Équipe du Niger féminine de football
- Équipe du Niger des moins de 20 ans de football
- Équipe du Niger des moins de 17 ans de football